# Pierre Danet
Abbé Pierre Danet (kolem 1650 Paříž – 1709) byl francouzský filolog a lexikograf. Byl též kněžím u kostela Sainte-Croix de la Cité.

## Dílo
- francouzsko-latinský slovník z roku 1685
- latinsko-francouzský slovník z roku 1691